# Bundestagswahlkreis Schwerin – Ludwigslust-Parchim I – Nordwestmecklenburg I
Der Bundestagswahlkreis Schwerin – Ludwigslust-Parchim I – Nordwestmecklenburg I (Wahlkreis 12) ist ein Wahlkreis in Mecklenburg-Vorpommern für die Wahlen zum Deutschen Bundestag. Er umfasst
- die kreisfreie Stadt Schwerin
- vom Landkreis Ludwigslust-Parchim die Städte Boizenburg/Elbe, Hagenow, Ludwigslust und Lübtheen sowie die Ämter Boizenburg-Land, Dömitz-Malliß, Grabow, Hagenow-Land, Ludwigslust-Land, Neustadt-Glewe, Stralendorf, Wittenburg und Zarrentin
- vom Landkreis Nordwestmecklenburg die Ämter Gadebusch, Lützow-Lübstorf, Rehna und Schönberger Land.[3]

Der Wahlkreis wurde in dieser Form als Nachfolger des ehemaligen Wahlkreises 13 Schwerin – Ludwigslust zur Bundestagswahl 2013 neu zugeschnitten.

## Geschichte
Der Wahlkreis 13 Schwerin – Ludwigslust wurde im Zuge der Neuordnung der Wahlkreise in Mecklenburg-Vorpommern vor der Bundestagswahl 2002 aus Teilen der seit 1990 bestehenden Wahlkreise Schwerin – Hagenow und Güstrow – Sternberg – Lübz – Parchim – Ludwigslust neu gebildet und umfasste die kreisfreie Stadt Schwerin sowie den ehemaligen Landkreis Ludwigslust. Zur Bundestagswahl 2013 wurde dieser Wahlkreis um den südwestlichen Teil des Landkreises Nordwestmecklenburg vergrößert. Außerdem wurden Nummer und Name des Wahlkreises in 12 Schwerin – Ludwigslust-Parchim I – Nordwestmecklenburg I geändert.

## Wahlkreisabgeordnete
| Wahl | Abgeordneter | Abgeordneter         | Partei | Stimmen in % |
| ---- | ------------ | -------------------- | ------ | ------------ |
| 2002 |              | Hans-Joachim Hacker  | SPD    | 49,3         |
| 2005 | 41,0         | Hans-Joachim Hacker  | SPD    |              |
| 2009 |              | Dietrich Monstadt    | CDU    | 30,3         |
| 2013 | 39,0         | Dietrich Monstadt    | CDU    |              |
| 2017 | 32,1         | Dietrich Monstadt    | CDU    |              |
| 2021 |              | Reem Alabali-Radovan | SPD    | 29,4         |
| 2025 |              | Leif-Erik Holm       | AfD    | 35,9         |

## Wahlergebnisse

### Bundestagswahl 2025
| Kandidaten                                             | Kandidaten                  | Parteien/Listen     | Erststimmen | Erststimmen | Zweitstimmen | Zweitstimmen |
| Kandidaten                                             | Kandidaten                  | Parteien/Listen     | Stimmen     | %           | Stimmen      | %            |
| ------------------------------------------------------ | --------------------------- | ------------------- | ----------- | ----------- | ------------ | ------------ |
|                                                        | Reem Alabali-Radovan        | SPD                 | 34.101      | 20,1        | 24.693       | 14,5         |
|                                                        | Leif-Erik Holmgewählt im WK | AfD                 | 60.863      | 35,9        | 54.975       | 32,3         |
|                                                        | Dietrich Monstadt           | CDU                 | 35.453      | 20,9        | 32.209       | 18,9         |
|                                                        | Ina Latendorf               | Die Linke           | 21.569      | 12,7        | 19.558       | 11,5         |
|                                                        | Paul-Christian Schulz       | FDP                 | 4.870       | 2,9         | 5.613        | 3,3          |
|                                                        | Miroslava Zahradníčková     | GRÜNE               | 5.531       | 3,3         | 9.494        | 5,6          |
|                                                        | —                           | Tierschutzpartei    | –           | –           | 2.310        | 1,4          |
|                                                        | Alexander Dutz              | FREIE WÄHLER        | 4.753       | 2,8         | 1.977        | 1,2          |
|                                                        | —                           | Volt                | –           | –           | 1.050        | 0,6          |
|                                                        | Bert Beckmann               | MLPD                | 664         | 0,4         | 183          | 0,1          |
|                                                        | Berthold Riech              | BÜNDNIS DEUTSCHLAND | 1.945       | 1,1         | 706          | 0,4          |
|                                                        | —                           | BSW                 | –           | –           | 17.652       | 10,4         |
| Gesamt                                                 | Gesamt                      | Gesamt              | 169.749     | 100         | 170.420      | 100          |
|                                                        |                             |                     |             |             |              |              |
| Ungültige Stimmen                                      | Ungültige Stimmen           | Ungültige Stimmen   | 2.126       | 1,2         | 1.455        | 0,8          |
| Wähler                                                 | Wähler                      | Wähler              | 171.875     | 80,7        | 171.875      | 80,7         |
| Wahlberechtigte                                        | Wahlberechtigte             | Wahlberechtigte     | 212.861     |             | 212.861      |              |
|                                                        |                             |                     |             |             |              |              |
| Quellen: Die Bundeswahlleiterin, Kandidaten – Ergebnis |                             |                     |             |             |              |              |

### Bundestagswahl 2021
| Kandidaten                                             | Kandidaten                        | Parteien/Listen   | Erststimmen | Erststimmen | Zweitstimmen | Zweitstimmen |
| Kandidaten                                             | Kandidaten                        | Parteien/Listen   | Stimmen     | %           | Stimmen      | %            |
| ------------------------------------------------------ | --------------------------------- | ----------------- | ----------- | ----------- | ------------ | ------------ |
|                                                        | Reem Alabali-Radovangewählt im WK | SPD               | 45.189      | 29,4        | 49.271       | 32,0         |
|                                                        | Dietrich Monstadt                 | CDU               | 31.754      | 20,7        | 26.383       | 17,1         |
|                                                        | Steffen Beckmann                  | AfD               | 25.393      | 16,5        | 24.185       | 15,7         |
|                                                        | Ina Latendorf                     | DIE LINKE         | 17.906      | 11,7        | 16.604       | 10,8         |
|                                                        | Claudia Tamm                      | GRÜNE             | 12.061      | 7,9         | 12.419       | 8,1          |
|                                                        | Yannik Meffert                    | FDP               | 11.769      | 7,7         | 13.242       | 8,6          |
|                                                        | Anja Klähn                        | FREIE WÄHLER      | 3.552       | 2,3         | 2.476        | 1,6          |
|                                                        | Fritz Gericke                     | dieBasis          | 2.417       | 1,6         | 2.207        | 1,4          |
|                                                        | Alrik Stoffers                    | Die PARTEI        | 1.910       | 1,2         | 1.252        | 0,8          |
|                                                        | Karsten Jagau                     | PIRATEN           | 1.414       | 0,9         | 1.023        | 0,7          |
|                                                        | Bert Beckmann                     | MLPD              | 243         | 0,2         | 117          | 0,1          |
|                                                        | –                                 | Tierschutzpartei  | –           | –           | 2.645        | 1,7          |
|                                                        | –                                 | NPD               | –           | –           | 1.112        | 0,7          |
|                                                        | –                                 | Team Todenhöfer   | –           | –           | 399          | 0,3          |
|                                                        | –                                 | Volt              | –           | –           | 381          | 0,2          |
|                                                        | –                                 | Die Humanisten    | –           | –           | 175          | 0,1          |
|                                                        | –                                 | ÖDP               | –           | –           | 151          | 0,1          |
|                                                        | –                                 | DKP               | –           | –           | 121          | 0,1          |
| Gesamt                                                 | Gesamt                            | Gesamt            | 153.608     | 100         | 154.163      | 100          |
|                                                        |                                   |                   |             |             |              |              |
| Ungültige Stimmen                                      | Ungültige Stimmen                 | Ungültige Stimmen | 2.957       | 1,9         | 2.402        | 1,5          |
| Wähler                                                 | Wähler                            | Wähler            | 156.565     | 72,9        | 156.565      | 72,9         |
| Wahlberechtigte                                        | Wahlberechtigte                   | Wahlberechtigte   | 214.853     |             | 214.853      |              |
|                                                        |                                   |                   |             |             |              |              |
| Quellen: Die Bundeswahlleiterin, Kandidaten – Ergebnis |                                   |                   |             |             |              |              |

### Bundestagswahl 2017
Zur Bundestagswahl 2017 am 24. September wurden 10 Direktkandidaten und 13 Landeslisten zugelassen.
| Direktkandidat(in) | Partei           | Erststimmen in % | Zweitstimmen in % |
| ------------------ | ---------------- | ---------------- | ----------------- |
| Dietrich Monstadt  | CDU              | 32,1             | 32,9              |
| Martina Tegtmeier  | SPD              | 22,1             | 18,6              |
| André Walther      | LINKE            | 17,2             | 16,7              |
| Dennis Augustin    | AfD              | 16,0             | 16,5              |
| Mathias Engling    | GRÜNE            | 3,8              | 4,3               |
| Stefan Köster      | NPD              | 1,0              | 1,1               |
| Stev Ötinger       | FDP              | 4,8              | 6,4               |
| Jana Wolff         | Freie Wähler     | 2,5              | 1,0               |
| Bert Beckmann      | MLPD             | 0,3              | 0,1               |
| Angelika Stoof     | Einzelbewerber   | 0,4              |                   |
| ‒                  | BGE              |                  | 0,3               |
| ‒                  | ÖDP              |                  | 0,1               |
| ‒                  | Die PARTEI       |                  | 0,9               |
| ‒                  | Tierschutzpartei |                  | 1,2               |

### Bundestagswahl 2013
Zur Bundestagswahl 2013 am 22. September wurden 10 Direktkandidaten und 12 Landeslisten zugelassen.
| Direktkandidat      | Partei           | Erststimmen in % | Zweitstimmen in % |
| ------------------- | ---------------- | ---------------- | ----------------- |
| Dietrich Monstadt   | CDU              | 39,0             | 40,3              |
| Dietmar Bartsch     | LINKE            | 22,1             | 20,4              |
| Hans-Joachim Hacker | SPD              | 25,9             | 21,6              |
| Thomas Heldberg     | FDP              | 1,5              | 2,3               |
| Frank Fiedler       | GRÜNE            | 3,6              | 4,5               |
| Udo Pastörs         | NPD              | 3,4              | 2,7               |
| Karsten Jagau       | PIRATEN          | 2,3              | 1,8               |
| ‒                   | MLPD             | ‒                | 0,1               |
| ‒                   | REP              | ‒                | 0,0               |
| ‒                   | AfD              | ‒                | 5,3               |
| ‒                   | pro Deutschland  | ‒                | 0,2               |
| Sabine Bank         | FREIE WÄHLER     | 2,0              | 1,0               |
| Brigitte Ahlgrim    | Einzelbewerberin | 0,1              | ‒                 |
| Benno Falk          | Einzelbewerber   | 0,1              | ‒                 |

### Bundestagswahl 2009
Die Bundestagswahl 2009 hatte folgendes Ergebnis:
| Direktkandidat      | Partei  | Erststimmen in % | Zweitstimmen in % |
| ------------------- | ------- | ---------------- | ----------------- |
| Dietrich Monstadt   | CDU     | 29,3             | 30,9              |
| Dietmar Bartsch     | LINKE   | 28,5             | 27,5              |
| Hans-Joachim Hacker | SPD     | 25,6             | 20,6              |
| Christian Ahrendt   | FDP     | 7,9              | 9,6               |
| Silke Gajek         | GRÜNE   | 5,4              | 5,8               |
| Udo Pastörs         | NPD     | 3,3              | 3,0               |
| —                   | PIRATEN | —                | 2,2               |
| —                   | MLPD    | —                | 0,2               |
| —                   | REP     | —                | 0,2               |